# Lasioglossum
Lasioglossum és un gènere d'himenòpters apòcrits de la família Halictidae, un dels gèneres més amplis d'abelles. Conté diversos centenars d'espècies en molts subgèneres. Són molt variables en grandària, color i textura. Entre les variants més desusades estan els cleptoparasitoides que ponen els seus ous en els nius d'altres espècies d'abelles. Algunes espècies són nocturnes i també hi ha espècies oligolèctiques (que recullen pol·len d'un nombre limitat d'espècies de flors). En aquest gènere existeixen exemples de diversos graus de socialitat amb espècies exclusivament solitàries, comunals, semisocials i primitivament eusocials. Una de les espècies més conegudes és l'espècie europea Lasioglossum malachurum.

## Espècies[1]
- Lasioglossum abanci
- Lasioglossum aberrans
- Lasioglossum abietum
- Lasioglossum ablenum
- Lasioglossum abrophilum
- Lasioglossum absimile
- Lasioglossum absurdiceps
- Lasioglossum abundum
- Lasioglossum aburiellum
- Lasioglossum aburiense
- Lasioglossum acaciae
- Lasioglossum academicum
- Lasioglossum acanthostomum
- Lasioglossum acanthum
- Lasioglossum acarophilum
- Lasioglossum accentum
- Lasioglossum acephaloides
- Lasioglossum acephalum
- Lasioglossum acherontion
- Lasioglossum achilleae
- Lasioglossum achrostum
- Lasioglossum actinosum
- Lasioglossum actuarium
- Lasioglossum acuiferum
- Lasioglossum acuminatum
- Lasioglossum adabaschum
- Lasioglossum adaliae
- Lasioglossum adelaidae
- Lasioglossum adiazetum
- Lasioglossum admirandum
- Lasioglossum adonidiae
- Lasioglossum adriani
- Lasioglossum adustum
- Lasioglossum advertum
- Lasioglossum aegyptiellum
- Lasioglossum aeneiventre
- Lasioglossum aeneum
- Lasioglossum aequatum
- Lasioglossum aeratum
- Lasioglossum aethiopicum
- Lasioglossum aethiops
- Lasioglossum affine
- Lasioglossum agelastum
- Lasioglossum aglyphum
- Lasioglossum akroundicum
- Lasioglossum alacarinatum
- Lasioglossum alachuense
- Lasioglossum alaicum
- Lasioglossum alanum
- Lasioglossum albescens
- Lasioglossum albipenne
- Lasioglossum albipes
- Lasioglossum albitarsatum
- Lasioglossum albitarse
- Lasioglossum albitarsoides
- Lasioglossum albobarbatum
- Lasioglossum albocinctum
- Lasioglossum albohirtum
- Lasioglossum albopilosum
- Lasioglossum albostictum
- Lasioglossum albovirens
- Lasioglossum albuquerquense
- Lasioglossum alectore
- Lasioglossum alenicum
- Lasioglossum alexanderi
- Lasioglossum alexandrinum
- Lasioglossum algirum
- Lasioglossum alievi
- Lasioglossum alinense
- Lasioglossum aliud
- Lasioglossum allodalum
- Lasioglossum allonotum
- Lasioglossum alluaudi
- Lasioglossum alphenum
- Lasioglossum alpigenum
- Lasioglossum alpinum
- Lasioglossum alternatum
- Lasioglossum altichum
- Lasioglossum altissimum
- Lasioglossum amamiense
- Lasioglossum amboquestrum
- Lasioglossum ameliae
- Lasioglossum amicum
- Lasioglossum amitinum
- Lasioglossum amnestum
- Lasioglossum amplexum
- Lasioglossum amurense
- Lasioglossum andrewsi
- Lasioglossum anellum
- Lasioglossum anforticornum
- Lasioglossum angaricum
- Lasioglossum anguliceps
- Lasioglossum anguligulare
- Lasioglossum angusticaudum
- Lasioglossum angusticeps
- Lasioglossum angustipes
- Lasioglossum angustissimum
- Lasioglossum angustius
- Lasioglossum angustulum
- Lasioglossum anhybodinum
- Lasioglossum anhypops
- Lasioglossum ankaratrensis
- Lasioglossum annexum
- Lasioglossum annulipes
- Lasioglossum anomalipenne
- Lasioglossum anomalum
- Lasioglossum anthrax
- Lasioglossum antiochense
- Lasioglossum apertum
- Lasioglossum apocyni
- Lasioglossum apopkense
- Lasioglossum apostoli
- Lasioglossum appositum
- Lasioglossum apricarium
- Lasioglossum aprilinum
- Lasioglossum apristum
- Lasioglossum aquilae
- Lasioglossum aquilonium
- Lasioglossum arabs
- Lasioglossum aratum
- Lasioglossum araxanum
- Lasioglossum arcanum
- Lasioglossum arciferum
- Lasioglossum arctifrons
- Lasioglossum arctoum
- Lasioglossum arctous
- Lasioglossum arenicola
- Lasioglossum areolatum
- Lasioglossum argaeum
- Lasioglossum argemonis
- Lasioglossum argopilatum
- Lasioglossum argutum
- Lasioglossum ariadne
- Lasioglossum aricense
- Lasioglossum arizonense
- Lasioglossum articulare
- Lasioglossum aruwimiense
- Lasioglossum asaphes
- Lasioglossum asellum
- Lasioglossum ashabadiense
- Lasioglossum aspasia
- Lasioglossum asperithorax
- Lasioglossum aspilurum
- Lasioglossum aspratulum
- Lasioglossum asteria
- Lasioglossum asteris
- Lasioglossum astutum
- Lasioglossum atasum
- Lasioglossum athabascense
- Lasioglossum athrix
- Lasioglossum atlanticum
- Lasioglossum atopophlebum
- Lasioglossum atopterum
- Lasioglossum atrazureum
- Lasioglossum atricrum
- Lasioglossum atripygum
- Lasioglossum atriventre
- Lasioglossum atroglaucum
- Lasioglossum atronitens
- Lasioglossum atrorufescens
- Lasioglossum atrum
- Lasioglossum atschinense
- Lasioglossum audasi
- Lasioglossum aulacophorum
- Lasioglossum aurantiacum
- Lasioglossum auratum
- Lasioglossum aureimontanum
- Lasioglossum aureolum
- Lasioglossum aureopilatum
- Lasioglossum aureotarse
- Lasioglossum aurigrum
- Lasioglossum aurora
- Lasioglossum australe
- Lasioglossum autranellum
- Lasioglossum avalonense
- Lasioglossum babakanense
- Lasioglossum baigakumense
- Lasioglossum bajaense
- Lasioglossum bakeri
- Lasioglossum balboae
- Lasioglossum balearicus
- Lasioglossum baleicum
- Lasioglossum banahaone
- Lasioglossum barbatum
- Lasioglossum barbertonicum
- Lasioglossum bardum
- Lasioglossum barretti
- Lasioglossum baruense
- Lasioglossum basilanum
- Lasioglossum basilautum
- Lasioglossum basilicum
- Lasioglossum bassanum
- Lasioglossum bataviae
- Lasioglossum baudini
- Lasioglossum bavaricum
- Lasioglossum behri
- Lasioglossum beirense
- Lasioglossum belliatum
- Lasioglossum bellulum
- Lasioglossum benignum
- Lasioglossum bernardinense
- Lasioglossum beskei
- Lasioglossum betomarium
- Lasioglossum bhutanicum
- Lasioglossum bianone
- Lasioglossum bibrochum
- Lasioglossum bicallosum
- Lasioglossum biceps
- Lasioglossum biciliatum
- Lasioglossum bicingulatum
- Lasioglossum bicolor
- Lasioglossum bidentatulum
- Lasioglossum bidentatum
- Lasioglossum bimaculatum
- Lasioglossum birkmanni
- Lasioglossum bischoffi
- Lasioglossum biseptum
- Lasioglossum bivarum
- Lasioglossum blackburni
- Lasioglossum blakistoni
- Lasioglossum blandulum
- Lasioglossum blighi
- Lasioglossum bluethgeni
- Lasioglossum boreale
- Lasioglossum botanicorum
- Lasioglossum bouyssoui
- Lasioglossum bowkeri
- Lasioglossum brachycephalum
- Lasioglossum brachyplectum
- Lasioglossum bradleyi
- Lasioglossum brassicae
- Lasioglossum brazieri
- Lasioglossum bredoi
- Lasioglossum breedi
- Lasioglossum bremerense
- Lasioglossum brevibasis
- Lasioglossum brevicorne
- Lasioglossum brevicornutum
- Lasioglossum breviventre
- Lasioglossum brevizona
- Lasioglossum bribiense
- Lasioglossum bribiensiforme
- Lasioglossum brisbanense
- Lasioglossum briseis
- Lasioglossum brochum
- Lasioglossum bruesi
- Lasioglossum bruneri
- Lasioglossum bruneriellum
- Lasioglossum brunneiventre
- Lasioglossum brunnesetum
- Lasioglossum bryotrichum
- Lasioglossum bubrachium
- Lasioglossum buccale
- Lasioglossum buccinum
- Lasioglossum bucculum
- Lasioglossum bullatum
- Lasioglossum burmanicum
- Lasioglossum burmense
- Lasioglossum burnupi
- Lasioglossum buruense
- Lasioglossum busckiellum
- Lasioglossum butleri
- Lasioglossum cabrilli
- Lasioglossum caducum
- Lasioglossum caeruleiceps
- Lasioglossum caesium
- Lasioglossum calcarium
- Lasioglossum calceatum
- Lasioglossum californiae
- Lasioglossum caliginosum
- Lasioglossum callaspis
- Lasioglossum callidum
- Lasioglossum callizonium
- Lasioglossum callomelittinum
- Lasioglossum callophrys
- Lasioglossum callorhinum
- Lasioglossum calophyllae
- Lasioglossum caloundrense
- Lasioglossum calviniellum
- Lasioglossum cambagei
- Lasioglossum cameronellum
- Lasioglossum camphorellum
- Lasioglossum candicicinctum
- Lasioglossum candidiferum
- Lasioglossum capicola
- Lasioglossum capitale
- Lasioglossum capnopum
- Lasioglossum carbonarium
- Lasioglossum cardaleae
- Lasioglossum cardiurum
- Lasioglossum carinatum
- Lasioglossum carinifrons
- Lasioglossum cariocum
- Lasioglossum carneiventre
- Lasioglossum carpobrotum
- Lasioglossum caspicum
- Lasioglossum cassiaefloris
- Lasioglossum cassioides
- Lasioglossum castilianum
- Lasioglossum castor
- Lasioglossum catileps
- Lasioglossum cattellae
- Lasioglossum cavernifrons
- Lasioglossum cavillosum
- Lasioglossum ceanothi
- Lasioglossum centesimum
- Lasioglossum cephalinotum
- Lasioglossum cephalochilum
- Lasioglossum cephalotes
- Lasioglossum cerambyx
- Lasioglossum cercothrix
- Lasioglossum cervicale
- Lasioglossum cessulum
- Lasioglossum cetti
- Lasioglossum chalcochiton
- Lasioglossum chalcodes
- Lasioglossum chalybaeum
- Lasioglossum channelense
- Lasioglossum chanyomae
- Lasioglossum chapmani
- Lasioglossum charisterion
- Lasioglossum chinense
- Lasioglossum chiromense
- Lasioglossum chiwense
- Lasioglossum chloridicum
- Lasioglossum chloronotulum
- Lasioglossum chloronotum
- Lasioglossum chlorophaenum
- Lasioglossum chloropus
- Lasioglossum chryseis
- Lasioglossum chrysonotum
- Lasioglossum ciliatum
- Lasioglossum cilicium
- Lasioglossum cinclum
- Lasioglossum cinctipes
- Lasioglossum cinctulum
- Lasioglossum cinereum
- Lasioglossum cingulatum
- Lasioglossum circe
- Lasioglossum circinatum
- Lasioglossum circularum
- Lasioglossum cire
- Lasioglossum cirriferum
- Lasioglossum ciscapum
- Lasioglossum citerius
- Lasioglossum claricinctum
- Lasioglossum clarigaster
- Lasioglossum claripenne
- Lasioglossum clarissimum
- Lasioglossum clarum
- Lasioglossum claudia
- Lasioglossum clavigerellum
- Lasioglossum clavipes
- Lasioglossum clelandi
- Lasioglossum clematisellum
- Lasioglossum clivicola
- Lasioglossum clypeare
- Lasioglossum clypeatum
- Lasioglossum clypeiferellum
- Lasioglossum clypeinitens
- Lasioglossum coactum
- Lasioglossum cockerellellus
- Lasioglossum cocos
- Lasioglossum coeruleodorsatum
- Lasioglossum coeruleum
- Lasioglossum cognatum
- Lasioglossum colatum
- Lasioglossum collegum
- Lasioglossum collopiense
- Lasioglossum colonicum
- Lasioglossum coloratipes
- Lasioglossum comagenense
- Lasioglossum comorense
- Lasioglossum compressum
- Lasioglossum comulum
- Lasioglossum concessum
- Lasioglossum conciliatum
- Lasioglossum congoense
- Lasioglossum connexum
- Lasioglossum conspicuum
- Lasioglossum constrictulum
- Lasioglossum contaminatum
- Lasioglossum contracticaudum
- Lasioglossum convexiusculum
- Lasioglossum convexum
- Lasioglossum cooleyi
- Lasioglossum copleyense
- Lasioglossum cordleyi
- Lasioglossum coreopsis
- Lasioglossum coriaceum
- Lasioglossum corsicanum
- Lasioglossum corvinum
- Lasioglossum costale
- Lasioglossum costaricense
- Lasioglossum costulatum
- Lasioglossum crassepunctatum
- Lasioglossum crassicaudum
- Lasioglossum crassiceps
- Lasioglossum crassivene
- Lasioglossum creberrimum
- Lasioglossum creightoni
- Lasioglossum crepusculum
- Lasioglossum cressonii
- Lasioglossum creusum
- Lasioglossum cribrum
- Lasioglossum cristula
- Lasioglossum croceipes
- Lasioglossum crocinum
- Lasioglossum crocoturum
- Lasioglossum ctenander
- Lasioglossum cubitale
- Lasioglossum cucullatum
- Lasioglossum cuniculum
- Lasioglossum cupreicolle
- Lasioglossum cupromicans
- Lasioglossum curtulum
- Lasioglossum cyaneodiscum
- Lasioglossum cyaneonotum
- Lasioglossum cyanescens
- Lasioglossum cyaneum
- Lasioglossum cyanorugosum
- Lasioglossum cyanurum
- Lasioglossum cyclurum
- Lasioglossum daggetti
- Lasioglossum daglariense
- Lasioglossum damascenum
- Lasioglossum dampieri
- Lasioglossum danforthi
- Lasioglossum danicorum
- Lasioglossum danuvium
- Lasioglossum daphne
- Lasioglossum darwiniellum
- Lasioglossum dasiphorae
- Lasioglossum dasygaster
- Lasioglossum dathei
- Lasioglossum davide
- Lasioglossum debile
- Lasioglossum debilinerve
- Lasioglossum debilior
- Lasioglossum deceptor
- Lasioglossum deceptum
- Lasioglossum declivis
- Lasioglossum decolor
- Lasioglossum delectatum
- Lasioglossum deliense
- Lasioglossum delobeli
- Lasioglossum demicapillum
- Lasioglossum denislucum
- Lasioglossum denselineatum
- Lasioglossum denticeps
- Lasioglossum denticolle
- Lasioglossum dernaense
- Lasioglossum desertum
- Lasioglossum diatretum
- Lasioglossum dichrous
- Lasioglossum didomenon
- Lasioglossum diloloense
- Lasioglossum diluculum
- Lasioglossum diminutellum
- Lasioglossum dimorphum
- Lasioglossum dinazade
- Lasioglossum disabanci
- Lasioglossum disclusum
- Lasioglossum discretulum
- Lasioglossum discum
- Lasioglossum discursum
- Lasioglossum disparile
- Lasioglossum dispositellum
- Lasioglossum dissimulator
- Lasioglossum divergenoides
- Lasioglossum divergens
- Lasioglossum diversopunctatum
- Lasioglossum diversum
- Lasioglossum doddi
- Lasioglossum dolichocephalum
- Lasioglossum dolus
- Lasioglossum dotatum
- Lasioglossum drakensbergense
- Lasioglossum dreisbachi
- Lasioglossum dubitatum
- Lasioglossum duckei
- Lasioglossum duplex
- Lasioglossum duponti
- Lasioglossum durbanense
- Lasioglossum dusmeti
- Lasioglossum dybowskii
- Lasioglossum dynastes
- Lasioglossum ebeneum
- Lasioglossum ebmerianum
- Lasioglossum ecanidum
- Lasioglossum edentulatum
- Lasioglossum edessae
- Lasioglossum eduardi
- Lasioglossum egregium
- Lasioglossum eickwortellum
- Lasioglossum eickworti
- Lasioglossum eidmanni
- Lasioglossum elaiochromon
- Lasioglossum elbanum
- Lasioglossum elegans
- Lasioglossum eleutherense
- Lasioglossum ellipticeps
- Lasioglossum emirnense
- Lasioglossum engeli
- Lasioglossum enslini
- Lasioglossum entebbianum
- Lasioglossum eomontanum
- Lasioglossum eophilum
- Lasioglossum eos
- Lasioglossum epichlorum
- Lasioglossum epicinctum
- Lasioglossum epiense
- Lasioglossum epiphron
- Lasioglossum epipygiale
- Lasioglossum equestre
- Lasioglossum equinum
- Lasioglossum eremaean
- Lasioglossum eremophilum
- Lasioglossum eriphyle
- Lasioglossum ernesti
- Lasioglossum erraticum
- Lasioglossum erythrurum
- Lasioglossum eschaton
- Lasioglossum etheridgei
- Lasioglossum euboeense
- Lasioglossum eurasicum
- Lasioglossum eurhodopum
- Lasioglossum europense
- Lasioglossum euryale
- Lasioglossum eurycephalum
- Lasioglossum eurydikae
- Lasioglossum euxanthopus
- Lasioglossum euxinicum
- Lasioglossum evanidum
- Lasioglossum ewarti
- Lasioglossum evestigatum
- Lasioglossum exactum
- Lasioglossum excisum
- Lasioglossum excultum
- Lasioglossum exiguiforme
- Lasioglossum exiguum
- Lasioglossum exiliceps
- Lasioglossum exleyae
- Lasioglossum exoneuroides
- Lasioglossum exophthalmum
- Lasioglossum expansifrons
- Lasioglossum expulsum
- Lasioglossum exterum
- Lasioglossum extraordinarium
- Lasioglossum exulans
- Lasioglossum fahringeri
- Lasioglossum falcatum
- Lasioglossum fallax
- Lasioglossum familiare
- Lasioglossum fasciatum
- Lasioglossum fasciger
- Lasioglossum fattigi
- Lasioglossum faustum
- Lasioglossum feai
- Lasioglossum fedorense
- Lasioglossum fedtschenkoi
- Lasioglossum femorale
- Lasioglossum fernandezis
- Lasioglossum ferrerii
- Lasioglossum figueresi
- Lasioglossum fijiense
- Lasioglossum filiferreum
- Lasioglossum filipes
- Lasioglossum fimbriatellum
- Lasioglossum flammeum
- Lasioglossum flaveriae
- Lasioglossum flavipes
- Lasioglossum flavohirtum
- Lasioglossum flavolineatum
- Lasioglossum flavopunctatum
- Lasioglossum flavoscapus
- Lasioglossum flindersi
- Lasioglossum florale
- Lasioglossum forbesii
- Lasioglossum formosae
- Lasioglossum forrestae
- Lasioglossum forresti
- Lasioglossum foveolatum
- Lasioglossum foxii
- Lasioglossum frankenia
- Lasioglossum franki
- Lasioglossum fratellum
- Lasioglossum fraternum
- Lasioglossum frenchellum
- Lasioglossum frenchi
- Lasioglossum frigidum
- Lasioglossum froggatti
- Lasioglossum fruhstorferi
- Lasioglossum fulgens
- Lasioglossum fulgonitens
- Lasioglossum fultoni
- Lasioglossum fulvicorne
- Lasioglossum fulvitarse
- Lasioglossum fulviventre
- Lasioglossum fulvofasciae
- Lasioglossum fulvopacum
- Lasioglossum fumidicaudum
- Lasioglossum funebre
- Lasioglossum fuscipenne
- Lasioglossum fynbosense
- Lasioglossum gastrophilinum
- Lasioglossum gattaca
- Lasioglossum gemmatum
- Lasioglossum gendettense
- Lasioglossum gentianae
- Lasioglossum genuinum
- Lasioglossum georgicum
- Lasioglossum getasanum
- Lasioglossum geteinum
- Lasioglossum gibber
- Lasioglossum gibbosum
- Lasioglossum giffardi
- Lasioglossum giffardiellum
- Lasioglossum gilanum
- Lasioglossum gilesi
- Lasioglossum glabriusculum
- Lasioglossum glabriventre
- Lasioglossum glaciegenitum
- Lasioglossum glandon
- Lasioglossum globosum
- Lasioglossum godmanae
- Lasioglossum goilalaense
- Lasioglossum goluratum
- Lasioglossum goniurum
- Lasioglossum gorgasi
- Lasioglossum gorge
- Lasioglossum gorkiense
- Lasioglossum gorokaense
- Lasioglossum gossypiellum
- Lasioglossum graaffi
- Lasioglossum grande
- Lasioglossum grandiceps
- Lasioglossum granosum
- Lasioglossum greavesi
- Lasioglossum gressitti
- Lasioglossum grinnelli
- Lasioglossum griseipenne
- Lasioglossum grisellinum
- Lasioglossum griseocinctum
- Lasioglossum griseolum
- Lasioglossum grossopedalum
- Lasioglossum grumiculum
- Lasioglossum guaruvae
- Lasioglossum guianense
- Lasioglossum guineabium
- Lasioglossum gulare
- Lasioglossum gunbowerense
- Lasioglossum gundlachii
- Lasioglossum gunungense
- Lasioglossum gussakovskii
- Lasioglossum gynochilum
- Lasioglossum hadrandrum
- Lasioglossum halictoides
- Lasioglossum halophitum
- Lasioglossum hamatum
- Lasioglossum hammondi
- Lasioglossum hancocki
- Lasioglossum hapsidum
- Lasioglossum harmandi
- Lasioglossum harputicum
- Lasioglossum hartii
- Lasioglossum hartmanni
- Lasioglossum havanense
- Lasioglossum hazarani
- Lasioglossum hecate
- Lasioglossum helichrysi
- Lasioglossum helios
- Lasioglossum hemichalceum
- Lasioglossum hemicyaneum
- Lasioglossum hemileucospilum
- Lasioglossum hemimelas
- Lasioglossum herbstiellum
- Lasioglossum heterognathum
- Lasioglossum heterorhinum
- Lasioglossum hethiticum
- Lasioglossum hewetti
- Lasioglossum hiemale
- Lasioglossum highlandicum
- Lasioglossum hilactum
- Lasioglossum hilare
- Lasioglossum hiltacum
- Lasioglossum himalayense
- Lasioglossum hirashimae
- Lasioglossum hirashimai
- Lasioglossum hirsutifrons
- Lasioglossum hirtiventre
- Lasioglossum hirtulinum
- Lasioglossum hispanicum
- Lasioglossum hoedillum
- Lasioglossum hofferi
- Lasioglossum hoffmanni
- Lasioglossum holochlorum
- Lasioglossum holomelanurum
- Lasioglossum holostictum
- Lasioglossum houstoni
- Lasioglossum hualitchu
- Lasioglossum huanghe
- Lasioglossum hudsoniellum
- Lasioglossum humboldtense
- Lasioglossum humei
- Lasioglossum hummeli
- Lasioglossum hunteri
- Lasioglossum huttoni
- Lasioglossum hyalinipenne
- Lasioglossum hyalinum
- Lasioglossum hybodinum
- Lasioglossum hydrocephalum
- Lasioglossum hypochlorinum
- Lasioglossum hypochlorum
- Lasioglossum hypoleucum
- Lasioglossum hypsiston
- Lasioglossum hyrkanium
- Lasioglossum ibadanicum
- Lasioglossum ibericum
- Lasioglossum ilicum
- Lasioglossum illinoense
- Lasioglossum imbecillum
- Lasioglossum imitans
- Lasioglossum imitator
- Lasioglossum imitatum
- Lasioglossum immaculatum
- Lasioglossum immunitum
- Lasioglossum impavidum
- Lasioglossum impunctatum
- Lasioglossum impurum
- Lasioglossum imuganense
- Lasioglossum incompletum
- Lasioglossum inconditum
- Lasioglossum indistinctum
- Lasioglossum infimum
- Lasioglossum inflatum
- Lasioglossum ingogoense
- Lasioglossum inoum
- Lasioglossum insculptum
- Lasioglossum insigne
- Lasioglossum insolitum
- Lasioglossum instabilis
- Lasioglossum insulsum
- Lasioglossum intermedium
- Lasioglossum interruptum
- Lasioglossum interstitinerve
- Lasioglossum intrepidum
- Lasioglossum iranicum
- Lasioglossum iridipenne
- Lasioglossum israelense
- Lasioglossum ituraeum
- Lasioglossum iwatai
- Lasioglossum jacobsoni
- Lasioglossum jamaicae
- Lasioglossum jameseae
- Lasioglossum japonicum
- Lasioglossum jessicum
- Lasioglossum jubatum
- Lasioglossum jultschinicum
- Lasioglossum junaluskense
- Lasioglossum kabetiellum
- Lasioglossum kafubuense
- Lasioglossum kampalense
- Lasioglossum kandiense
- Lasioglossum kangeani
- Lasioglossum kankauchare
- Lasioglossum kansuense
- Lasioglossum kappadokium
- Lasioglossum kasparyani
- Lasioglossum kasuloi
- Lasioglossum katyae
- Lasioglossum kiautschouense
- Lasioglossum kinabaluense
- Lasioglossum kincaidii
- Lasioglossum kingi
- Lasioglossum kintonense
- Lasioglossum kirgisicum
- Lasioglossum klipiellum
- Lasioglossum klooficum
- Lasioglossum korbi
- Lasioglossum koreanum
- Lasioglossum kotschyi
- Lasioglossum kowitense
- Lasioglossum kozlovi
- Lasioglossum krausi
- Lasioglossum kraussi
- Lasioglossum krishna
- Lasioglossum kryopetrosum
- Lasioglossum kulense
- Lasioglossum kumejimense
- Lasioglossum kunzei
- Lasioglossum kurandense
- Lasioglossum kuroshio
- Lasioglossum kussariense
- Lasioglossum lactescens
- Lasioglossum lacthium
- Lasioglossum lactineum
- Lasioglossum laeve
- Lasioglossum laeviderme
- Lasioglossum laevidorsum
- Lasioglossum laevigatum
- Lasioglossum laevinode
- Lasioglossum laevissimum
- Lasioglossum laeviventre
- Lasioglossum laevoides
- Lasioglossum lambatum
- Lasioglossum lamborni
- Lasioglossum lamellosum
- Lasioglossum lampronotum
- Lasioglossum lanarium
- Lasioglossum laratellum
- Lasioglossum laraticum
- Lasioglossum lasereanum
- Lasioglossum laterale
- Lasioglossum laterocinctum
- Lasioglossum latesellatum
- Lasioglossum latibalteatum
- Lasioglossum laticeps
- Lasioglossum latichilum
- Lasioglossum latifrontellum
- Lasioglossum latilabrum
- Lasioglossum latior
- Lasioglossum latissimum
- Lasioglossum latitarse
- Lasioglossum lativalve
- Lasioglossum lativentre
- Lasioglossum latro
- Lasioglossum latum
- Lasioglossum layardi
- Lasioglossum lazulis
- Lasioglossum lebedevi
- Lasioglossum lectum
- Lasioglossum leichardti
- Lasioglossum leiosoma
- Lasioglossum leptocephalum
- Lasioglossum leptorhynchum
- Lasioglossum leptospermi
- Lasioglossum lesseppsi
- Lasioglossum leucomontanum
- Lasioglossum leucophenax
- Lasioglossum leucopus
- Lasioglossum leucopymatum
- Lasioglossum leucorhinum
- Lasioglossum leucozonium
- Lasioglossum leviense
- Lasioglossum libericum
- Lasioglossum lichatinum
- Lasioglossum lichatum
- Lasioglossum lieftincki
- Lasioglossum liguanense
- Lasioglossum limbelloides
- Lasioglossum limbellum
- Lasioglossum linctum
- Lasioglossum lineare
- Lasioglossum lineatulum
- Lasioglossum lineatum
- Lasioglossum lionotum
- Lasioglossum lippani
- Lasioglossum lisa
- Lasioglossum lissonotum
- Lasioglossum lithuscum
- Lasioglossum litovillum
- Lasioglossum littleri
- Lasioglossum littorale
- Lasioglossum loetum
- Lasioglossum longicorne
- Lasioglossum longifacies
- Lasioglossum longifrons
- Lasioglossum longirostre
- Lasioglossum longmani
- Lasioglossum lorentzi
- Lasioglossum loweri
- Lasioglossum lucidibase
- Lasioglossum lucidulum
- Lasioglossum luctuosum
- Lasioglossum lukulense
- Lasioglossum luridipes
- Lasioglossum lusorium
- Lasioglossum lustrans
- Lasioglossum lustricolle
- Lasioglossum luteipes
- Lasioglossum luteoaeneum
- Lasioglossum mabangense
- Lasioglossum macilentum
- Lasioglossum mackiae
- Lasioglossum macoupinense
- Lasioglossum macrops
- Lasioglossum macrurops
- Lasioglossum macrurum
- Lasioglossum mactum
- Lasioglossum maculipes
- Lasioglossum magdalena
- Lasioglossum mahense
- Lasioglossum maidli
- Lasioglossum maitlandi
- Lasioglossum majus
- Lasioglossum malachurum
- Lasioglossum malgiense
- Lasioglossum malinum
- Lasioglossum mandibulare
- Lasioglossum manitouellum
- Lasioglossum margelanicum
- Lasioglossum marginatum
- Lasioglossum marginellum
- Lasioglossum marinense
- Lasioglossum marinum
- Lasioglossum mariuticum
- Lasioglossum marshalli
- Lasioglossum masaiense
- Lasioglossum masculum
- Lasioglossum massuricum
- Lasioglossum mataroa
- Lasioglossum matianense
- Lasioglossum matopiense
- Lasioglossum matoporum
- Lasioglossum maunga
- Lasioglossum maurusium
- Lasioglossum mazicum
- Lasioglossum mediocre
- Lasioglossum mediopolitum
- Lasioglossum mediterraneum
- Lasioglossum megagnathum
- Lasioglossum megastictum
- Lasioglossum megastigmum
- Lasioglossum melachloron
- Lasioglossum melan
- Lasioglossum melancholicum
- Lasioglossum melanops
- Lasioglossum melanopterum
- Lasioglossum melanopus
- Lasioglossum melanurum
- Lasioglossum melbournense
- Lasioglossum melli
- Lasioglossum mellipes
- Lasioglossum mendocinense
- Lasioglossum meneliki
- Lasioglossum mergense
- Lasioglossum meritum
- Lasioglossum merosum
- Lasioglossum meruense
- Lasioglossum mesembryanthemi
- Lasioglossum mesillense
- Lasioglossum mesopolitum
- Lasioglossum mesosclerum
- Lasioglossum mesostenoideum
- Lasioglossum mesoviride
- Lasioglossum messoropse
- Lasioglossum mestrei
- Lasioglossum metallicum
- Lasioglossum metis
- Lasioglossum micante
- Lasioglossum michaelinum
- Lasioglossum michaelseni
- Lasioglossum micheneri
- Lasioglossum michiganense
- Lasioglossum microdontum
- Lasioglossum microlepoides
- Lasioglossum microsellatum
- Lasioglossum miguelense
- Lasioglossum milneri
- Lasioglossum miniatulum
- Lasioglossum minutissimum
- Lasioglossum minutuloides
- Lasioglossum minutulum
- Lasioglossum minutum
- Lasioglossum mirandum
- Lasioglossum mirifrons
- Lasioglossum miyabei
- Lasioglossum miyanoi
- Lasioglossum moderatum
- Lasioglossum modestum
- Lasioglossum moearae
- Lasioglossum molle
- Lasioglossum monodontum
- Lasioglossum monsleone
- Lasioglossum monstrificum
- Lasioglossum montanum
- Lasioglossum montifringillum
- Lasioglossum montivolans
- Lasioglossum moreense
- Lasioglossum morio
- Lasioglossum morobeense
- Lasioglossum moros
- Lasioglossum morrilli
- Lasioglossum mose
- Lasioglossum mu
- Lasioglossum muganinum
- Lasioglossum muiri
- Lasioglossum multicavum
- Lasioglossum mulungense
- Lasioglossum mundulum
- Lasioglossum murrayi
- Lasioglossum musculoides
- Lasioglossum musgravei
- Lasioglossum musicum
- Lasioglossum mutilum
- Lasioglossum mystaphium
- Lasioglossum mystron
- Lasioglossum nabardicum
- Lasioglossum nairobicum
- Lasioglossum nairobiense
- Lasioglossum naitoi
- Lasioglossum namaense
- Lasioglossum nanum
- Lasioglossum natalicum
- Lasioglossum natense
- Lasioglossum nathanae
- Lasioglossum nefrens
- Lasioglossum nelumbonis
- Lasioglossum nemorale
- Lasioglossum neurophlaurum
- Lasioglossum nevadense
- Lasioglossum nialense
- Lasioglossum nicias
- Lasioglossum nicolli
- Lasioglossum nigrescens
- Lasioglossum nigricalle
- Lasioglossum nigriceps
- Lasioglossum nigridens
- Lasioglossum nigrilabre
- Lasioglossum nigrimente
- Lasioglossum nigripes
- Lasioglossum nigritellum
- Lasioglossum nigritinum
- Lasioglossum nigritulinum
- Lasioglossum nigroaeneum
- Lasioglossum nigropolitum
- Lasioglossum nigroviride
- Lasioglossum nigrum
- Lasioglossum nipponense
- Lasioglossum nipponicola
- Lasioglossum nitens
- Lasioglossum nitidibase
- Lasioglossum nitididorsatum
- Lasioglossum nitidiusculum
- Lasioglossum nitidulum
- Lasioglossum niveatum
- Lasioglossum niveifrons
- Lasioglossum niveocinctum
- Lasioglossum niveorufum
- Lasioglossum niveostictum
- Lasioglossum noachinum
- Lasioglossum noctivaga
- Lasioglossum nodicorne
- Lasioglossum nomion
- Lasioglossum normale
- Lasioglossum norvali
- Lasioglossum notescens
- Lasioglossum novascotiae
- Lasioglossum nudatum
- Lasioglossum nudulum
- Lasioglossum nummatum
- Lasioglossum nupricola
- Lasioglossum nursei
- Lasioglossum nusaense
- Lasioglossum nyasense
- Lasioglossum nyctere
- Lasioglossum nymphaearum
- Lasioglossum nymphale
- Lasioglossum oaxacacola
- Lasioglossum obliteratum
- Lasioglossum oblitum
- Lasioglossum oblongum
- Lasioglossum obnubilum
- Lasioglossum obscuratum
- Lasioglossum obscurior
- Lasioglossum obscuripes
- Lasioglossum obscurissimum
- Lasioglossum obscurum
- Lasioglossum occidens
- Lasioglossum occidentale
- Lasioglossum occiduum
- Lasioglossum occultum
- Lasioglossum ocellare
- Lasioglossum ochreohirtum
- Lasioglossum ochrochilum
- Lasioglossum ochroma
- Lasioglossum odyneroides
- Lasioglossum oenotherae
- Lasioglossum ohei
- Lasioglossum okinawa
- Lasioglossum oleosum
- Lasioglossum olgae
- Lasioglossum olivaceum
- Lasioglossum olympiae
- Lasioglossum omnipunctatum
- Lasioglossum onocephalum
- Lasioglossum opacicolle
- Lasioglossum opacolampron
- Lasioglossum opaconitens
- Lasioglossum opacum
- Lasioglossum opisthochlorum
- Lasioglossum oppositum
- Lasioglossum oraniense
- Lasioglossum orbatum
- Lasioglossum orbitatum
- Lasioglossum orbitulum
- Lasioglossum ordubadense
- Lasioglossum orihuelicum
- Lasioglossum orion
- Lasioglossum ornduffi
- Lasioglossum orpheopse
- Lasioglossum orpheum
- Lasioglossum orphnaeum
- Lasioglossum orthocarpi
- Lasioglossum osiris
- Lasioglossum osmioides
- Lasioglossum otsegoense
- Lasioglossum ounuense
- Lasioglossum ovaliceps
- Lasioglossum pabulator
- Lasioglossum pacatum
- Lasioglossum pachyacanthum
- Lasioglossum pachycephalum
- Lasioglossum pacificum
- Lasioglossum paitense
- Lasioglossum palaonicum
- Lasioglossum palapyense
- Lasioglossum paleae
- Lasioglossum pallens
- Lasioglossum pallicorne
- Lasioglossum pallidellum
- Lasioglossum pallidum
- Lasioglossum pallilomum
- Lasioglossum panagaeum
- Lasioglossum pandrose
- Lasioglossum pappodum
- Lasioglossum papuarum
- Lasioglossum paradmirandum
- Lasioglossum paradnanum
- Lasioglossum paraforbesii
- Lasioglossum paralphenum
- Lasioglossum paramelaenum
- Lasioglossum paramorio
- Lasioglossum parapastinum
- Lasioglossum parasphecodum
- Lasioglossum parkeri
- Lasioglossum parvulinum
- Lasioglossum parvulum
- Lasioglossum parvum
- Lasioglossum pastinimimum
- Lasioglossum patongense
- Lasioglossum pauliani
- Lasioglossum paululum
- Lasioglossum pauperatum
- Lasioglossum pauxillum
- Lasioglossum pavo
- Lasioglossum pavoninum
- Lasioglossum pavonotum
- Lasioglossum pecosense
- Lasioglossum pectinalum
- Lasioglossum pectinatum
- Lasioglossum pectorale
- Lasioglossum pectoraloides
- Lasioglossum pellitosinum
- Lasioglossum pellitosum
- Lasioglossum pelorodontum
- Lasioglossum pembense
- Lasioglossum pendschakenticum
- Lasioglossum pensitum
- Lasioglossum perakense
- Lasioglossum peralpinum
- Lasioglossum peraltum
- Lasioglossum perater
- Lasioglossum peraustrale
- Lasioglossum percingulatum
- Lasioglossum perclavipes
- Lasioglossum percornutum
- Lasioglossum percrassiceps
- Lasioglossum perdifficile
- Lasioglossum peregrinum
- Lasioglossum perexiguum
- Lasioglossum perichlarum
- Lasioglossum pericinctum
- Lasioglossum perihirtulum
- Lasioglossum perihirtum
- Lasioglossum permetallicum
- Lasioglossum pernitens
- Lasioglossum pernotescens
- Lasioglossum perparvum
- Lasioglossum perpessicium
- Lasioglossum perplexans
- Lasioglossum perpunctatulum
- Lasioglossum perpunctatum
- Lasioglossum perscabrum
- Lasioglossum persicum
- Lasioglossum perspicuum
- Lasioglossum pertasmaniae
- Lasioglossum pertribuarium
- Lasioglossum perustum
- Lasioglossum pervarians
- Lasioglossum petrellum
- Lasioglossum phaceliarum
- Lasioglossum phaedrum
- Lasioglossum pharum
- Lasioglossum pheidolopse
- Lasioglossum phenacorhinum
- Lasioglossum philanthanum
- Lasioglossum phleboleucum
- Lasioglossum phoebos
- Lasioglossum phoenicurum
- Lasioglossum picadense
- Lasioglossum picipes
- Lasioglossum picticorne
- Lasioglossum pictum
- Lasioglossum pikei
- Lasioglossum pilicorne
- Lasioglossum pilosellum
- Lasioglossum pilosicaudum
- Lasioglossum pilosigyna
- Lasioglossum pilositarsis
- Lasioglossum pilosum
- Lasioglossum pineolense
- Lasioglossum pinnatum
- Lasioglossum pistorium
- Lasioglossum plasunicum
- Lasioglossum platycephalum
- Lasioglossum platychilum
- Lasioglossum platyparium
- Lasioglossum plebeium
- Lasioglossum pleurospeculum
- Lasioglossum plicatinum
- Lasioglossum plorator
- Lasioglossum plumbeum
- Lasioglossum podolicum
- Lasioglossum politescens
- Lasioglossum politum
- Lasioglossum pollux
- Lasioglossum polyctor
- Lasioglossum polygoni
- Lasioglossum popovi
- Lasioglossum posthirtum
- Lasioglossum postnitens
- Lasioglossum postpictum
- Lasioglossum postumum
- Lasioglossum potaroense
- Lasioglossum potosi
- Lasioglossum praepes
- Lasioglossum prasinum
- Lasioglossum pressithorax
- Lasioglossum primavera
- Lasioglossum problematicum
- Lasioglossum prominens
- Lasioglossum pronotale
- Lasioglossum providens
- Lasioglossum proximatum
- Lasioglossum proximum
- Lasioglossum pruinosiforme
- Lasioglossum pruinosum
- Lasioglossum prunellum
- Lasioglossum przewalskyi
- Lasioglossum pseudocaspicum
- Lasioglossum pseudoccidens
- Lasioglossum pseudofallax
- Lasioglossum pseudoleptocephalum
- Lasioglossum pseudoleptorhynchum
- Lasioglossum pseudolittorale
- Lasioglossum pseudonigripes
- Lasioglossum pseudopalmeri
- Lasioglossum pseudopectorale
- Lasioglossum pseudoplanulum
- Lasioglossum pseudosphecodimorphum
- Lasioglossum pseudotegulare
- Lasioglossum ptyon
- Lasioglossum pudicum
- Lasioglossum pulchripes
- Lasioglossum pulchritarse
- Lasioglossum pulicarium
- Lasioglossum pullilabre
- Lasioglossum pulveris
- Lasioglossum pulvitectum
- Lasioglossum pumilum
- Lasioglossum punctatissimum
- Lasioglossum punctatoventre
- Lasioglossum punctatum
- Lasioglossum puncticolle
- Lasioglossum punctiferellum
- Lasioglossum punctifrons
- Lasioglossum puzeyi
- Lasioglossum pygmaeum
- Lasioglossum quadratum
- Lasioglossum quadrinotatiforme
- Lasioglossum quadrinotatulum
- Lasioglossum quadrinotatum
- Lasioglossum quadrisignatum
- Lasioglossum quebecense
- Lasioglossum radiatulum
- Lasioglossum ragusanum
- Lasioglossum raleighense
- Lasioglossum ralunicolum
- Lasioglossum ramphos
- Lasioglossum ranacum
- Lasioglossum recantans
- Lasioglossum recessum
- Lasioglossum redivivum
- Lasioglossum reenenicum
- Lasioglossum regis
- Lasioglossum repertulum
- Lasioglossum repraesentans
- Lasioglossum respersiforme
- Lasioglossum respersum
- Lasioglossum resplendens
- Lasioglossum reticulatum
- Lasioglossum reticulellum
- Lasioglossum rhadiourgon
- Lasioglossum rhodognathum
- Lasioglossum rhodopterum
- Lasioglossum rhynchites
- Lasioglossum rhytidophorum
- Lasioglossum richardsoni
- Lasioglossum risbeci
- Lasioglossum robertianum
- Lasioglossum robertsonellum
- Lasioglossum robertsoni
- Lasioglossum robustum
- Lasioglossum roddi
- Lasioglossum rohweri
- Lasioglossum rostratum
- Lasioglossum rotaense
- Lasioglossum rowlandi
- Lasioglossum rubricaude
- Lasioglossum rubripes
- Lasioglossum rubritarse
- Lasioglossum rubrocinctum
- Lasioglossum rubsectum
- Lasioglossum rufibase
- Lasioglossum ruficolle
- Lasioglossum ruficorne
- Lasioglossum rufimente
- Lasioglossum rufiscopa
- Lasioglossum rufitarse
- Lasioglossum rufitarsellum
- Lasioglossum rufitarsum
- Lasioglossum rufoaeneum
- Lasioglossum rufocollare
- Lasioglossum rufomarginatum
- Lasioglossum rufopantex
- Lasioglossum rufopurpureum
- Lasioglossum rufotegulare
- Lasioglossum rufotibiale
- Lasioglossum rufulipes
- Lasioglossum rufulum
- Lasioglossum rugifrons
- Lasioglossum rugolatum
- Lasioglossum ruidosense
- Lasioglossum rupestre
- Lasioglossum rupticristum
- Lasioglossum rusticolum
- Lasioglossum ruwenzicum
- Lasioglossum ruwenzoriellum
- Lasioglossum sabulosum
- Lasioglossum saegeri
- Lasioglossum saffordi
- Lasioglossum sagax
- Lasioglossum sakagamii
- Lasioglossum sakishima
- Lasioglossum salebrosum
- Lasioglossum salinaecola
- Lasioglossum salinum
- Lasioglossum salutatrix
- Lasioglossum samarense
- Lasioglossum samaricum
- Lasioglossum samoae
- Lasioglossum sanctivincenti
- Lasioglossum sandhouseae
- Lasioglossum sandrae
- Lasioglossum sanfrancisconis
- Lasioglossum sanitarium
- Lasioglossum sarticum
- Lasioglossum satschauense
- Lasioglossum sauterum
- Lasioglossum saxatile
- Lasioglossum scabrosum
- Lasioglossum scaphonotum
- Lasioglossum schachti
- Lasioglossum scheherezade
- Lasioglossum schomburgki
- Lasioglossum schubotzi
- Lasioglossum schwarzi
- Lasioglossum scirpaceum
- Lasioglossum scitulum
- Lasioglossum scobe
- Lasioglossum scopaceum
- Lasioglossum scoteinum
- Lasioglossum scrophulariae
- Lasioglossum scrupulosum
- Lasioglossum sculpturatum
- Lasioglossum scutellare
- Lasioglossum scutolactescens
- Lasioglossum scutopruinescens
- Lasioglossum seabrai
- Lasioglossum sedi
- Lasioglossum sedlaceki
- Lasioglossum seductum
- Lasioglossum sellatiferum
- Lasioglossum selma
- Lasioglossum semibrunneum
- Lasioglossum semicaeruleum
- Lasioglossum semicyaneum
- Lasioglossum semidiversum
- Lasioglossum semilaeve
- Lasioglossum semilucens
- Lasioglossum semilucidum
- Lasioglossum seminitens
- Lasioglossum semiplicatum
- Lasioglossum semipolitum
- Lasioglossum semisculptum
- Lasioglossum semiviride
- Lasioglossum sequoiae
- Lasioglossum serenum
- Lasioglossum seriatum
- Lasioglossum serratum
- Lasioglossum sertum
- Lasioglossum setulellum
- Lasioglossum setulosum
- Lasioglossum sexmaculatum
- Lasioglossum sexnotatulum
- Lasioglossum sexnotatum
- Lasioglossum sexsetum
- Lasioglossum sexstrigatum
- Lasioglossum sextum
- Lasioglossum shanganiense
- Lasioglossum sharpi
- Lasioglossum shendicum
- Lasioglossum shestakovi
- Lasioglossum shillongense
- Lasioglossum shoichi
- Lasioglossum sibiriacum
- Lasioglossum sibuyanense
- Lasioglossum sicarium
- Lasioglossum sichuanense
- Lasioglossum sierramaestrensis
- Lasioglossum signicostatuloides
- Lasioglossum siirtense
- Lasioglossum sikkimense
- Lasioglossum silvestris
- Lasioglossum simlaense
- Lasioglossum simplex
- Lasioglossum simplicior
- Lasioglossum simulator
- Lasioglossum singapurellum
- Lasioglossum singhalense
- Lasioglossum sinicum
- Lasioglossum sisymbrii
- Lasioglossum skorikovi
- Lasioglossum smaragdinum
- Lasioglossum smeathmanellum
- Lasioglossum smilodon
- Lasioglossum snelli
- Lasioglossum sobrinum
- Lasioglossum socorium
- Lasioglossum solidaginis
- Lasioglossum solis
- Lasioglossum solisortus
- Lasioglossum solitarium
- Lasioglossum somereni
- Lasioglossum sopinci
- Lasioglossum sordidulum
- Lasioglossum sordidum
- Lasioglossum soror
- Lasioglossum sororculum
- Lasioglossum spatulatum
- Lasioglossum speculatum
- Lasioglossum speculellum
- Lasioglossum speculiferum
- Lasioglossum speculinum
- Lasioglossum speculum
- Lasioglossum sphecodicolor
- Lasioglossum sphecodimorphum
- Lasioglossum sphecodoides
- Lasioglossum sphecodopsis
- Lasioglossum spinale
- Lasioglossum spinodorsum
- Lasioglossum spinolae
- Lasioglossum spinosum
- Lasioglossum splendidulum
- Lasioglossum spodiozonium
- Lasioglossum squamiceps
- Lasioglossum squamosus
- Lasioglossum stellatifrons
- Lasioglossum stenorhynchum
- Lasioglossum stevensoni
- Lasioglossum stictaspis
- Lasioglossum stolidum
- Lasioglossum stradbrokense
- Lasioglossum striatum
- Lasioglossum strictifrons
- Lasioglossum strigilalium
- Lasioglossum strigosigena
- Lasioglossum stuartense
- Lasioglossum stuchilum
- Lasioglossum sturti
- Lasioglossum subaenescens
- Lasioglossum subbuteo
- Lasioglossum subcarum
- Lasioglossum subcyaneum
- Lasioglossum subdeclivis
- Lasioglossum subequestre
- Lasioglossum subexterum
- Lasioglossum subfasciatum
- Lasioglossum subfratellum
- Lasioglossum subfulgens
- Lasioglossum subfultoni
- Lasioglossum subfulvicorne
- Lasioglossum subglobosum
- Lasioglossum subhirtum
- Lasioglossum sublatens
- Lasioglossum sublaterale
- Lasioglossum sublautum
- Lasioglossum subleiosoma
- Lasioglossum submeracum
- Lasioglossum submetallicum
- Lasioglossum submoratum
- Lasioglossum subobscurum
- Lasioglossum subopacum
- Lasioglossum subplebeium
- Lasioglossum subpurpureum
- Lasioglossum subrubsectum
- Lasioglossum subrussatum
- Lasioglossum subsemilucens
- Lasioglossum subsphecodes
- Lasioglossum subterminale
- Lasioglossum subtropicum
- Lasioglossum subversans
- Lasioglossum subversicolum
- Lasioglossum subviridatum
- Lasioglossum succinipenne
- Lasioglossum sudum
- Lasioglossum suisharyonense
- Lasioglossum sulcatulum
- Lasioglossum sulthicum
- Lasioglossum suppressum
- Lasioglossum supraclypeatum
- Lasioglossum supralucens
- Lasioglossum supranitens
- Lasioglossum surianae
- Lasioglossum surrubresense
- Lasioglossum sutepellum
- Lasioglossum sutepinum
- Lasioglossum sutshanicum
- Lasioglossum swenki
- Lasioglossum swezeyi
- Lasioglossum synavei
- Lasioglossum synthyridis
- Lasioglossum szentivanyi
- Lasioglossum taclobanense
- Lasioglossum tadschicum
- Lasioglossum taeniolellum
- Lasioglossum tahitense
- Lasioglossum taihorine
- Lasioglossum talchium
- Lasioglossum taluche
- Lasioglossum talyschense
- Lasioglossum tamburinei
- Lasioglossum tamiamense
- Lasioglossum tamulicum
- Lasioglossum tanganum
- Lasioglossum taninense
- Lasioglossum tannaense
- Lasioglossum tardum
- Lasioglossum tarponense
- Lasioglossum tarsatum
- Lasioglossum tasmaniae
- Lasioglossum tatei
- Lasioglossum tauricum
- Lasioglossum tegulare
- Lasioglossum tegulariforme
- Lasioglossum teltiri
- Lasioglossum tenasserimicum
- Lasioglossum tenax
- Lasioglossum tenkeanum
- Lasioglossum tenue
- Lasioglossum tenuicorne
- Lasioglossum tenuilingue
- Lasioglossum tenuivene
- Lasioglossum tepperi
- Lasioglossum terginum
- Lasioglossum tertium
- Lasioglossum tessaranotatum
- Lasioglossum testaceipes
- Lasioglossum testaceum
- Lasioglossum testaciventre
- Lasioglossum texanum
- Lasioglossum textorium
- Lasioglossum theodori
- Lasioglossum theste
- Lasioglossum thomasseti
- Lasioglossum thor
- Lasioglossum tilachiforme
- Lasioglossum tilachum
- Lasioglossum timberlakei
- Lasioglossum tinguiricum
- Lasioglossum tinnunculum
- Lasioglossum titusi
- Lasioglossum tonganum
- Lasioglossum tooloomense
- Lasioglossum torulosum
- Lasioglossum toxopei
- Lasioglossum tracyi
- Lasioglossum tranquillum
- Lasioglossum transitorium
- Lasioglossum transpositum
- Lasioglossum transvaalense
- Lasioglossum transvorsum
- Lasioglossum travassosi
- Lasioglossum triangulatum
- Lasioglossum trianguliferum
- Lasioglossum triangulinum
- Lasioglossum tribuarium
- Lasioglossum trichardti
- Lasioglossum trichiosulum
- Lasioglossum trichopygum
- Lasioglossum trichorhinum
- Lasioglossum tricinctum
- Lasioglossum tricnicos
- Lasioglossum tricolor
- Lasioglossum tridens
- Lasioglossum trigoniformis
- Lasioglossum trincomalicum
- Lasioglossum trinidadense
- Lasioglossum tripunctatum
- Lasioglossum triste
- Lasioglossum trizonatum
- Lasioglossum tropicior
- Lasioglossum tropidonotum
- Lasioglossum truncaticolle
- Lasioglossum truncatum
- Lasioglossum tschakarense
- Lasioglossum tschardschuicum
- Lasioglossum tschibuklinum
- Lasioglossum tschulicum
- Lasioglossum tuchilas
- Lasioglossum tunguense
- Lasioglossum tungusicum
- Lasioglossum turneri
- Lasioglossum tyndarus
- Lasioglossum uelleburgense
- Lasioglossum ufiomicum
- Lasioglossum ugandicum
- Lasioglossum ultimum
- Lasioglossum umbone
- Lasioglossum umbripenne
- Lasioglossum uncinatum
- Lasioglossum unicum
- Lasioglossum upinense
- Lasioglossum upoluense
- Lasioglossum urbanum
- Lasioglossum urenae
- Lasioglossum urguticum
- Lasioglossum uvirense
- Lasioglossum uyacicola
- Lasioglossum vagans
- Lasioglossum vaporellum
- Lasioglossum warburtoni
- Lasioglossum waterhousei
- Lasioglossum vau
- Lasioglossum wauense
- Lasioglossum vechti
- Lasioglossum weemsi
- Lasioglossum veganum
- Lasioglossum wellingtoni
- Lasioglossum verae
- Lasioglossum verapaz
- Lasioglossum vergilianum
- Lasioglossum vermiculatum
- Lasioglossum veronicae
- Lasioglossum versans
- Lasioglossum versatum
- Lasioglossum versicolum
- Lasioglossum versifrons
- Lasioglossum verticulum
- Lasioglossum vexator
- Lasioglossum wheeleri
- Lasioglossum whiteanum
- Lasioglossum victoriae
- Lasioglossum victoriellum
- Lasioglossum vierecki
- Lasioglossum wilkinsoni
- Lasioglossum villosulum
- Lasioglossum willsi
- Lasioglossum wilmattae
- Lasioglossum wilsoni
- Lasioglossum windhukense
- Lasioglossum virens
- Lasioglossum viridatulum
- Lasioglossum viridatum
- Lasioglossum viride
- Lasioglossum virideglaucum
- Lasioglossum viridellum
- Lasioglossum viriderostratum
- Lasioglossum viridiscitum
- Lasioglossum vitripenne
- Lasioglossum wollastoni
- Lasioglossum woodsi
- Lasioglossum vulcanicum
- Lasioglossum vulneratum
- Lasioglossum vulsum
- Lasioglossum xanthopoides
- Lasioglossum xanthopus
- Lasioglossum xerophilinum
- Lasioglossum xerophilum
- Lasioglossum xizangense
- Lasioglossum xyriotropis
- Lasioglossum xystodorsum
- Lasioglossum xystonotum
- Lasioglossum yakourense
- Lasioglossum yakuticum
- Lasioglossum yamanei
- Lasioglossum yapense
- Lasioglossum yolense
- Lasioglossum ypirangense
- Lasioglossum zachlorum
- Lasioglossum zamelanum
- Lasioglossum zamoranicum
- Lasioglossum zanzibaricum
- Lasioglossum zephyrum
- Lasioglossum zeyanense
- Lasioglossum zimbabwicum
- Lasioglossum zingowli
- Lasioglossum zipangu
- Lasioglossum zonaturum
- Lasioglossum zonulum
- Lasioglossum zophops
- Lasioglossum zostaceum
- Lasioglossum zunaga